# KOS (azienda)
La KOS S.p.A, in precedenza Holding di Sanità e Servizi S.p.A. (HSS), è un gruppo italiano che si occupa di gestione di strutture sanitarie di ricovero e cura, prevalentemente nel settore della terza età.
Nata nel 2002 per iniziativa di Carlo De Benedetti e di un gruppo di manager provenienti dal mondo sanitario, è presente in 11 regioni italiane e due Stati esteri (Regno Unito e India) con un centinaio di strutture.

## Storia
Nasce come HSS (Holding di Sanità e Servizi) nell'ambito delle attività di investimento da parte del gruppo CIR su iniziativa di Claudio Strabon e Giuseppe Vailati Venturi. Il progetto iniziale è di espandersi nell'area dell'assistenza agli anziani e alla riabilitazione. Responsabile dello sviluppo è il prof. Piero Micossi (lo sarà sino alla sua scomparsa nel 2009).
Nel 2003 la prima acquisizione: tre residenze sanitarie assistenziali per anziani non autosufficienti in Liguria. Nel 2004 entra nel settore della riabilitazione psichiatrica rilevando Redancia, una società che dal 1990 gestisce sempre in Liguria quattro strutture destinate a questo scopo. Nello stesso anno acquisisce, attraverso una gara indetta dalla Regione Lombardia, la gestione dell'ospedale di Suzzara (Mantova) che deve essere ristrutturato e sarà operativo nel 2011.
Nel giugno 2006 acquisisce Residenze Anni Azzurri, uno dei principali operatori privati in campo socioassistenziale con una cinquantina di residenze e 1.600 posti letto sparsi in otto regioni. In luglio dà vita a Medipass, specializzata in outsourcing e servizi tecnologicamente complessi come la diagnostica per immagini e la medicina nucleare.
Nel 2009 cambia il nome in KOS, lo stesso dell'isola in cui nacque Ippocrate. Nell'aprile 2010 chiede alla Borsa e alla Consob di essere quotata ma poi ritira la richiesta per le condizioni del mercato. Nel dicembre 2010 entra nel capitale di KOS un fondo francese, Axa Private Equity (in seguito diventato Ardian), che rileva per 150 milioni il 47% della società.
Da allora sino al 2014 una serie di acquisizioni: rileva la casa di cura per acuti Villa dei Pini a Civitanova Marche, la società San Rocco a Segrate (150 posti letto) e Il melograno a Cassina de Pecchi (147 posti), la start up Medipass Healthcare nel Regno Unito e una società di diritto indiano a New Delhi per la gestione di reparti di diagnostica all'interno di strutture private e pubbliche. Entra in Toscana rilevano nel 2011 il Beato Angelico in provincia di Firenze, quindi in Emilia, Piemonte e Roma.
Nel marzo 2016 nuovo riassetto azionario del gruppo: F2i, il fondo partecipato da Cassa Depositi e Prestiti (CDP), entra in KOS rilevando (attraverso F2i Healthcare) il 37% in possesso dal 2010 del fondo Ardian mentre Cir acquisisce il restante 10% in mano al fondo francese salendo dal 51,3% al 62,7%. Valore dell'operazione: 292 milioni di euro. L'acquisizione è perfezionata pochi mesi più tardi, in luglio, con la conseguente nomina alla presidenza del gruppo di Carlo Michelini, direttore generale dell'area investimento di F2i. Un mese dopo, in agosto, nuovo assetto: il fondo sovrano del Bahrain entra in KOS rilevando per una quarantina di milioni una quota di F2i Healthcare. A sua volta Cir cede per 20 milioni a F2i il 3,2% in suo possesso. Al termine di queste complesse operazioni l'azionariato è così composto: Cir 59,53%, F2i Healthcare 40,47%.
Nel luglio 2019 Kos acquisisce in Germania per 90 milioni il controllo della società Charleston che, per un totale di 4.050 posti letto e un giro d'affari che nel 2018 è stato pari a 152 milioni di euro, gestisce 47 strutture residenziali per anziani non autosufficienti e di servizi per pazienti anziani. Con questa operazione le strutture gestite da Kos passano da 85 a 132 per un totale di oltre 12.000 posti letto.
Nel settembre 2020 Kos ha ceduto per 103 milioni di euro Medipass (con esclusione delle attività indiane) al fondo Dws, società di gestione tedesca controllata da Deutsche Bank. Per Cir la plusvalenza è di 50 milioni mentre l'indebitamento, che in estate era di 356 milioni, scende di 160 milioni.

## Struttura

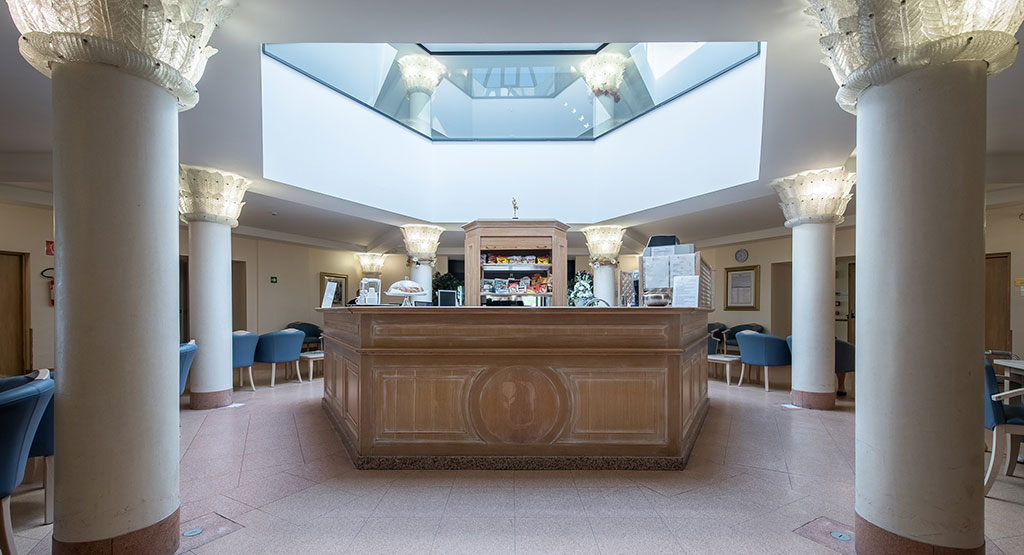
Kos Care Residenza Anni Azzurri Rezzato, interno di una delle Strutture sociosanitarie Kos.

Nel 2018 la società dispone di oltre 140 centri, prevalentemente in Italia:
- 50 residenze per anziani
- 15 centri per la riabilitazione
- 13 comunità terapeutiche psichiatriche
- 6 cliniche psichiatriche
- 2 ospedali
- 24 centri poliambulatoriali di riabilitazione e diagnostica
- 33 sedi di service per diagnostica e terapia (15 in Italia, 15 in India, 2 nel Regno Unito)

Fonte: Gruppo Kos

## Dati economici
Nel 2018 il gruppo Kos ha registrato ricavi per 544,9 milioni di euro, margine operativo di 101,8 milioni, utile netto di 36,2 milioni.